# Bronisławie
Bronisławie es un pueblo de Polonia, en Mazovia.  Se encuentra en el distrito (Gmina) de Ojrzeń, perteneciente al condado (Powiat) de Ciechanów. Se encuentra aproximadamente a 2 km al norte de Ojrzeń, 11 km al suroeste de Ciechanów, y a 70 km  al noroeste de Varsovia. Su población es de 152 habitantes.
Entre 1975 y 1998 perteneció al voivodato de Ciechanów.